# Subocka
Subocka es una localidad de Croacia en el ejido de la ciudad de Lipik, condado de Požega-Eslavonia.
Las aldeas aledañas son Jagma y Dobrovac en el norte y Livađani en el sur. Está asentada a lo largo de dos caminos contiguos que se cruzan en un ámbito rural. Antes de 1991, estaba dividida en Donja Subocka y Gornij Subocka. 

## Historia
La aldea fue muy dañada durante las operaciones militares en 1991. Inicialmente, había quedado bajo dominio serbio. En diciembre de 1991, pasó al poder croata. En el marco de esos enfrentamientos, dos integrantes del Batallón Independiente HV 51 (Vrbovec) murieron el día 28.
La localidad no pudo ser repoblada hasta luego de la Operación Bljesak debido a que había quedado sobre la línea de alto el fuego.

Posee la Iglesia del Arcángel San Gabriel (ortodoxa), construida a mediados del siglo XVIII y restaurada en 1889. Iconostasios databan de la primera mitad del siglo XVIII. En la Segunda Guerra Mundial fue dañada por los bombardeos, sus objetos litúrgicos, libros y archivos fueron destruidos. La Iglesia fue totalmente destruida en 1991–1992.

## Geografía
Se encuentra a una altitud de 223 m s. n. m. a 123 km de la capital nacional, Zagreb.
En vehículo se puede acceder desde la ruta Lipik - Okučani girando al este en Donji Čaglić o desde la ruta Lipik - Novska. 

## Demografía
En el censo 2021 el total de población de la localidad fue de 13 habitantes.
| Gráfica de población de Subocka 1857-2021                           |
|                                                                     |
| Según los censos de población de la oficina estadística de Croacia. |